# مجموعة الجيوش إي
مجموعة الجيوش إي مجموعة من الجيش الألماني نشطت خلال الحرب العالمية الثانية. 
تم إنشاء مجموعة الجيش إي في 1 يناير 1943 من الجيش الثاني عشر. تم توزيع وحدات من هذه المجموعة العسكرية في جميع أنحاء منطقة شرق البحر المتوسط، بما في ذلك ألبانيا واليونان وإقليم القائد العسكري في صربيا ودولة كرواتيا المستقلة. 

## تكوين
الوحدات الرئيسية هي: 
- الفرقة الميدانية لوفتهوا الحادي عشر (حامية أتيكا) - جنرال لوتنانت ويلهيلم كولر
- شعبة الاعتداء على رودس (تم دمجها مع شعبة براندنبورغ بانزرجرنادير في عام 1944)
- فيلق الجيش LXVIII (شرق اليونان وبيلوبونيس) 
  - 117th Jäger Division - General der Gebirgstruppe Karl von Le Suire
  - فرقة بانزر الأولى (يونيو - أكتوبر 1943) - اللواء فالتر كروجر
- فيلق الجيوش الجبلية الثانية والعشرون (غرب اليونان) - الجنرال دير غيبيرغوثيب هوبرت لانز 
  - 104th Jäger Division - General der Infanterie Hartwig von Ludwiger
  - الفرقة الجبلية الأولى - Generalleutnant Walter Stettner
- شعبة الحصن 41
- قلعة كريت 
  - الفرقة 22 - الجنرال دير إنفانتري فريدريش فيلهلم مولر
- أيضا ضمن قيادة مجموعة الجيش كانت هناك 22 كتيبة جزائية «حصن» من سلسلة "999".

## سجل الخدمة
شاركت مجموعة الجيوش في العمليات المناهضة للحزب في اليونان ويوغوسلافيا. خلال هذه العمليات، ارتكبت العديد من الفظائع، بما في ذلك مذابح كالافريتا وDistomo في اليونان. علاوة على ذلك، خلال نزع سلاح الجيش الإيطالي في سبتمبر 1943، أعدمت القوات الألمانية أكثر من 5000 أسير حرب إيطالي في مذبحة سيفالونيا. في الوقت نفسه، نجحت مجموعة الجيش في صد المحاولة البريطانية للاستيلاء على جزر دوديكانيسيا التي تحتلها إيطاليا. وشاركت قوات مجموعة الجيش أيضًا في مذبحة كورتياتيس (سبتمبر 1944). 

## القادة
| No. |              | Commander                              | Took office      | Left office | Time in office    | Ref   |
| --- | ------------ | -------------------------------------- | ---------------- | ----------- | ----------------- | ----- |
| 1   | ألكسندر لوهر | Generaloberst ألكسندر لوهر (1885–1947) | 31 December 1942 | 8 May 1945  | 2 سنوات و127 أيام | [ 2 ] |